# كارلوس الثالث ملك إسبانيا
كان كارلوس الثالث أو كارلو (بالإسبانية: Carlos III de España؛ بالإيطالية: Carlo III di Spagna؛ ولِد 20 يناير من عام 1716- توفي 14 ديسمبر من عام 1788) ملكًا لإسبانيا (بين عامي 1759 و1788)، بعد أن حكم مملكة نابولي تحت اسم كارلو السابع ومملكة صقلية تحت اسم كارلو الخامس (بين عامي 1734 و1759). كان كارلوس الابن الخامس لفيليب الخامس ملك إسبانيا، والابن الأكبر لزوجة فيليب الثانية، إليزابيث فارنيزي. وصل إلى حكم المملكة الإسبانية في 10 أغسطس من عام 1759 بعد وفاة أخيه غير الشقيق فرناندو السادس -الذي لم يترك خلفه وريث- منطلقًا من تأييده للحكم المطلق المستنير.
أصبح كارلوس ذو الخمسة عشر عامًا دوق بارما وبياتشينزا تحت اسم كارلو الأول في عام 1731، بعد وفاة عمه الكبير أنطونيو فارنيزي. تزوج في عام 1738 من الأميرة ماريا أماليا من ساكسونيا، التي كانت ابنة أغسطس الثالث ملك بولندا، وقد كانت امرأة مثقفة ومتعلمة. أنجب الزوجان ثلاثة عشر طفلًا، بلغ ثمانية منهم سن الرشد. أقام كارلوس وماريا أماليا في نابولي لمدة 19 عامًا.
أجرى كارلوس الثالث بصفته ملك إسبانيا إصلاحات واسعة النطاق مثل تعزيز العلوم والبحوث الجامعية، وتسهيل التجارة والتبادل التجاري، وتحديث الزراعة. حاول كارلوس أيضًا تقليل تأثير الكنيسة وتعزيز الجيش والبحرية الإسبانية. أثبتت تجربته السابقة كملك نابولي وصقلية أهميتها، ولكن كارلوس لم يسيطر على الشؤون المالية لإسبانيا بشكل تام، إذ اضطر أحيانًا للاقتراض بهدف تغطية نفقات الإمبراطورية. على الرغم من ذلك، أثبتت معظم إصلاحاته نجاحها، واستمر إرثه حتى يومنا هذا.
كتب المؤرخ ستانلي جي. باين عن كارلوس الثالث أنه «ربما كان أنجح حاكم أوروبي بين أقرانه. لقد أظهر قيادة حازمة ومتينة وذكية. وقد اختار وزراءً مؤهلين ... حظيت حياته الشخصية [كارلوس الثالث] باحترام الشعب».

## إرث الإمبراطورية الإسبانية
أنهت معاهدة أوترخت في عام 1713 حرب الخلافة الإسبانية (التي استمرت منذ عام 1701 وحتى عام 1714)، وأضعفت القوة السياسية والعسكرية لإسبانيا، التي حكمها آل بوربون منذ عام 1700. احتفظت الإمبراطورية الإسبانية بأراضيها الأمريكية بموجب شروط المعاهدة، ولكنها تنازلت عن كلًا من الأراضي المنخفضة الجنوبية، ومملكتي نابولي وسردينيا، ودوقية ميلانو، وولاية بريسيدي إلى النمسا الهابسبورغية. علاوةً على ذلك، حصل آل سافوي على مملكة صقلية، ونالت مملكة بريطانيا العظمى جزيرة منورقة وحصن جبل طارق.
أصبح والد كارلوس -الذي كان في الأصل أميرًا فرنسيًا- ملكًا لإسبانيا تحت اسم فيليب الخامس في عام 1700. استمر طوال فترة حكمه (1700– 1746) في محاولة استعادة الأراضي التي جرى التنازل عنها. نجح الكاردينال البياتشنزاني جوليو ألبيروني في تدبير زواج فيليب من إليزابيث فارنيزي قريبة وابنة زوجة فرانشيسكو فارنيزي، دوق بارما، وذلك بعد وفاة زوجة الملك الأولى الأميرة ماريا لويزا غابرييلا من سافويا في عام 1714. تزوج فيليب وإليزابيث في 24 ديسمبر من عام 1714؛ وسرعان ما أثبتت إليزابيث تسلطها على زوجها، إذ أثرت على الملك فيليب لتعيين الكاردينال جوليو ألبيروني رئيس وزراء إسبانيا في عام 1715.
أنجبت إليزابيث الإنفانتي كارلوس في 20 يناير من عام 1716 في قصر ألكازر الملكي في مدريد. كان كارلوس رابع شخص في تسلسل حكام العرش الإسباني اللاحقين، بعد ثلاثة إخوة غير أشقاء أكبر منه: الإنفانتي لويس، أمير أستورياس (الذي حكم لفترة وجيزة تحت اسم لويس الأول ملك إسبانيا قبل وفاته في عام 1724)، والإنفانتي فيليب (الذي توفي في عام 1719)، وفرناندو (الذي عُرف لاحقًا باسم فرناندو السادس). سعت إليزابيث إلى منح دوقية بارما وبياتشينزا لكارلوس بسبب عدم إنجاب فرانشيسكو فارنيزي دوق بارما ووريثه أي أطفال، وقد طلبت منحه دوقية توسكانا الكبرى، أيضًا بسبب عدم إنجاب جان غاستوني دي ميديشي دوق توسكانا الكبرى (بين عامي 1671- 1737) أي أطفال. كان جان غاستوني دي ميديشي قريبها البعيد من طرف جدتها الكبرى مارغريتا دي ميديشي، ما أعطى كارلوس الحق بالمطالبة باللقب من خلال اعتماده على هذا النسب.

## معرض صور

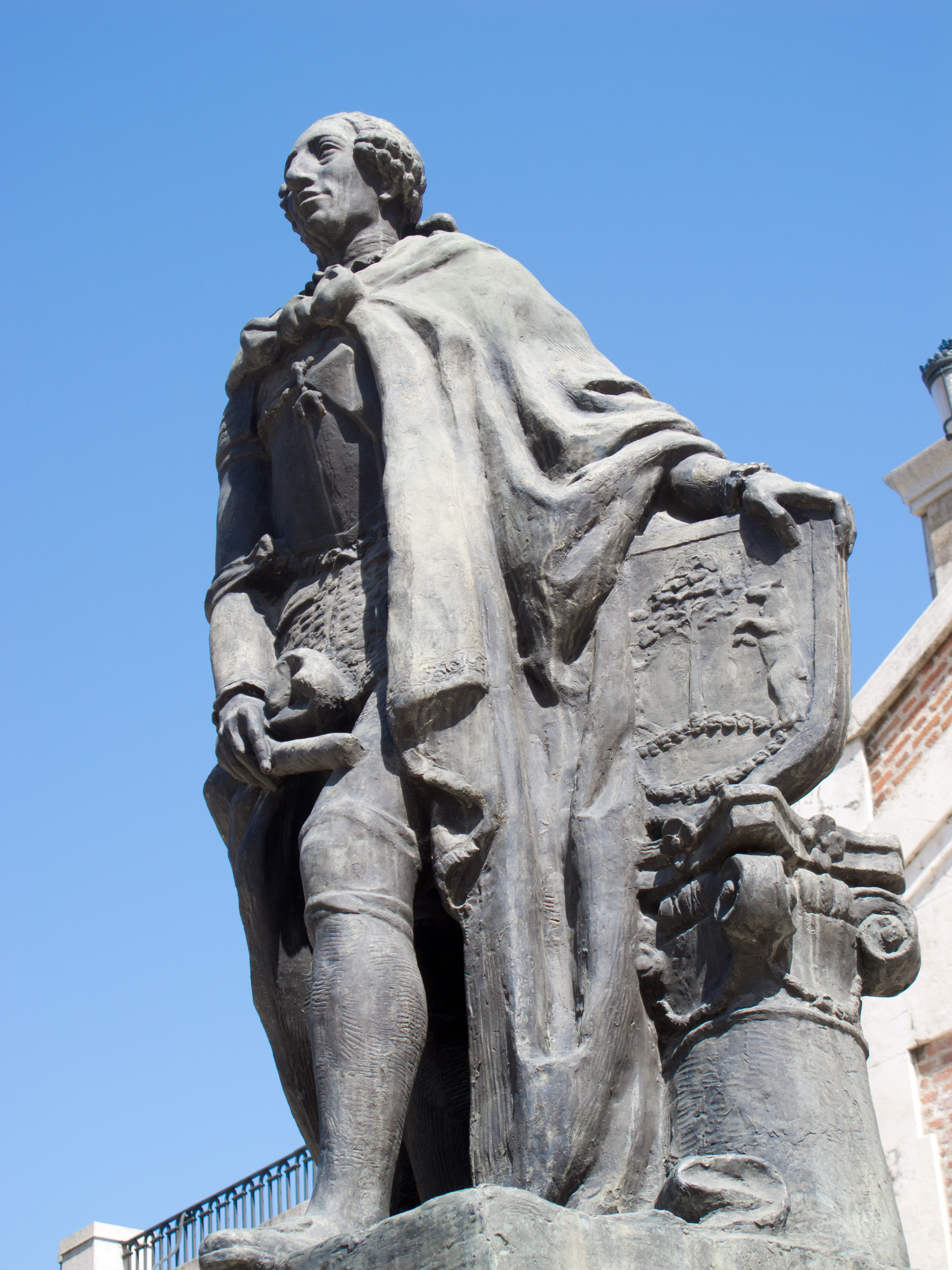
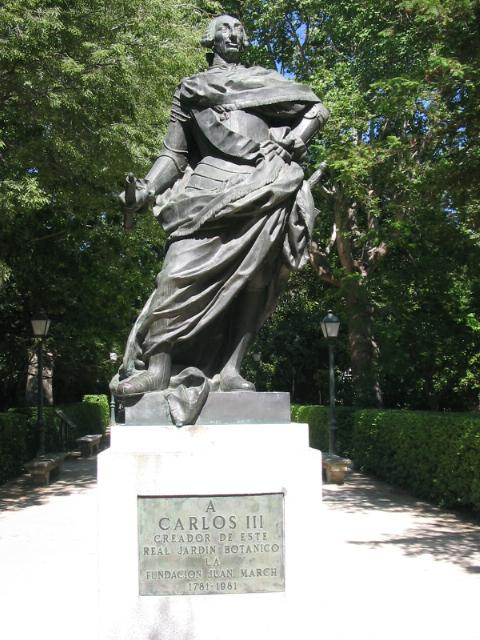
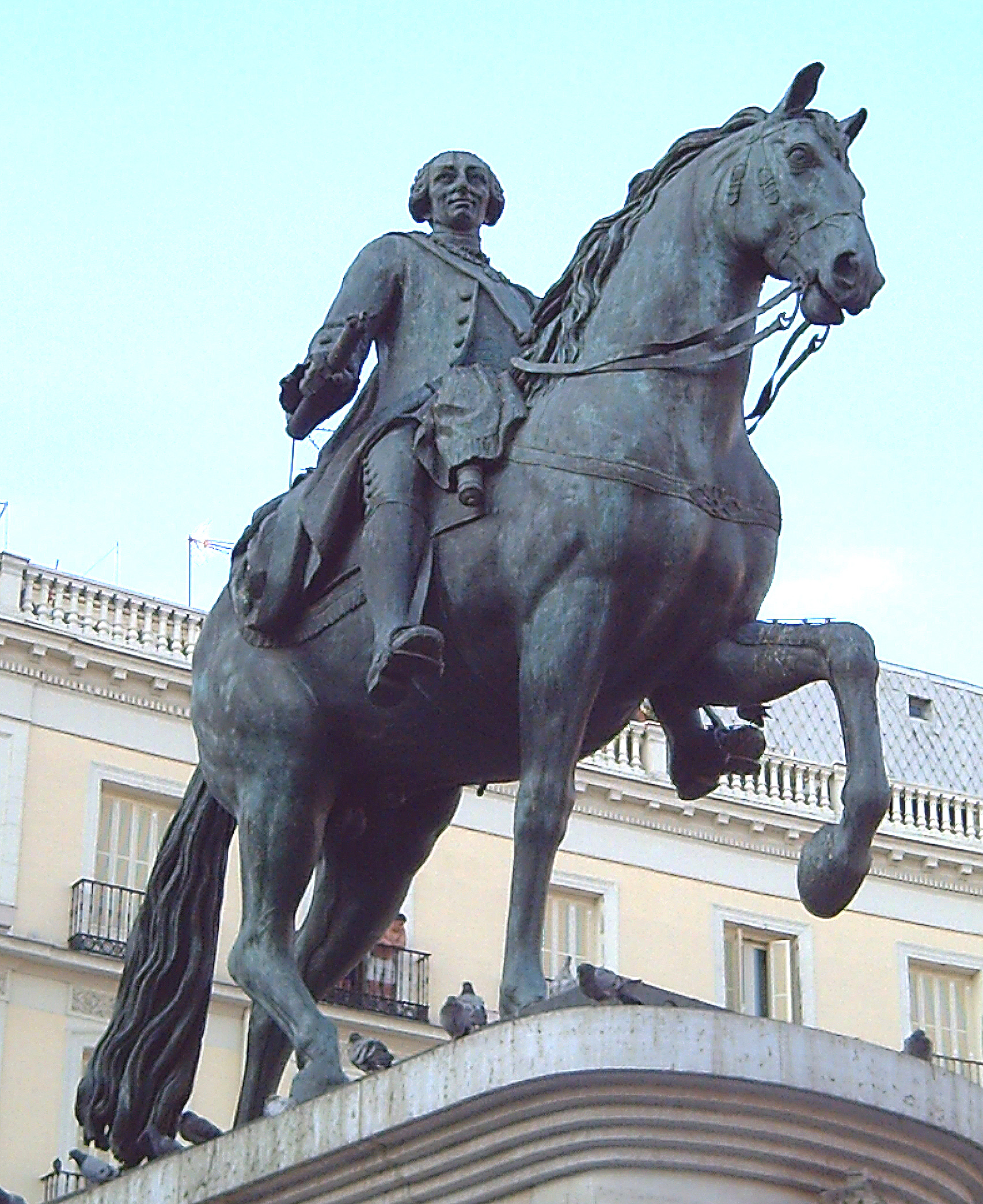

## روابط خارجية
- كارلوس الثالث ملك إسبانيا على موقع الموسوعة البريطانية (الإنجليزية)
- كارلوس الثالث ملك إسبانيا على موقع إن إن دي بي (الإنجليزية)